# Tauchkörperverfahren
Als Tauchkörperverfahren bezeichnet man eine Form der Abwasserreinigung.

## Betriebsweise
Hierbei taucht eine Tropfkörper genannte Besiedlungsfläche für sessile Mikroorganismen in den Bioreaktor.  Durch Drehung des Tauchkörpers (Scheiben beim Scheibentauchkörper, andere Formen beim Rotationstauchkörper) taucht ein Teil der Bewuchsfläche zyklisch aus dem Abwasser auf und kann dabei den Sauerstoff aus der Atmosphäre aufnehmen. Scherkräfte bei der Drehbewegung lösen zu dicke Biofilme von der Bewuchsfläche ab, diese werden in einem anschließenden Anlagenteil bei der Nachklärung vom gereinigten Abwasser abgetrennt.